# Залужжя (Сарненський район)
Залу́жжя (раніше — Малі Колки) — село в Україні, у Дубровицькій міській громаді Сарненського району Рівненської області. До 2020 року підпорядковувалося Залузькій сільській раді. Населення становить 1730 осіб (2011).

## Назва
Раніше називалося Малі Колки. Від розміщення села за луками походить назва села Залужжя.[джерело?] Польською мовою згадується як Załuże, російською — як Залужье.

## Географія
Залужжя — село у Дубровицькій міській громаді Сарненського району Рівненської області. Розташоване за 12 км на схід від центру громади та залізничної станції Дубровиця. [джерело?]
Площа села — 1,74 км². Поблизу села — річка Случ, озеро Хотомер.

### Клімат
Клімат у селі вологий континентальний («Dfb» за класифікацією кліматів Кеппена). Опадів 616 мм на рік. Найменша кількість опадів спостерігається в березні й сягає у середньому 29 мм. Найбільша кількість опадів випадає в червні — близько 90 мм. Різниця в опадах між сухими та вологими місяцями становить 61 мм. Пересічна температура січня — -5,6 °C, липня — 18,6 °C. Річна амплітуда температур становить 24,2 °C.
| Клімат Залужжя                    | Клімат Залужжя | Клімат Залужжя | Клімат Залужжя | Клімат Залужжя | Клімат Залужжя | Клімат Залужжя | Клімат Залужжя | Клімат Залужжя | Клімат Залужжя | Клімат Залужжя | Клімат Залужжя | Клімат Залужжя | Клімат Залужжя |
| Показник                          | Січ.           | Лют.           | Бер.           | Квіт.          | Трав.          | Черв.          | Лип.           | Серп.          | Вер.           | Жовт.          | Лист.          | Груд.          | Рік            |
| Середній максимум, °C             | −2,6           | −1,3           | 3,4            | 12,4           | 19,3           | 22,9           | 23,9           | 23,1           | 18,2           | 11,8           | 4,8            | 0,0            | 11,3           |
| Середня температура, °C           | −5,6           | −4,5           | −0,3           | 7,5            | 13,7           | 17,5           | 18,6           | 17,7           | 13,2           | 7,8            | 2,3            | −2,5           | 7,1            |
| Середній мінімум, °C              | −8,5           | −7,7           | −3,9           | 2,7            | 8,2            | 12,1           | 13,3           | 12,3           | 8,3            | 3,8            | −0,2           | −5             | 2,9            |
| Норма опадів, мм                  | 37             | 30             | 29             | 43             | 57             | 90             | 82             | 64             | 57             | 44             | 41             | 42             | 616            |
| --------------------------------- | -------------- | -------------- | -------------- | -------------- | -------------- | -------------- | -------------- | -------------- | -------------- | -------------- | -------------- | -------------- | -------------- |
| Джерело: Climate-Data.org (англ.) |                |                |                |                |                |                |                |                |                |                |                |                |                |

## Історія

### Археологічні знахідки
Біля Залужжя в урочищі «Біла Гора» розташоване городище VIII—XII століть.

### Розвиток
Село вперше згадується 1629 року. В червні 1904 року відбулася сутичка селян з поміщицею за випас, селяни відмовилися виконати рішення суду, який підтвердив приналежність урочища поміщиці.[джерело?]
До 1917 року село входило до складу Російської імперії. У 1906 році село входило до складу Любиковицької волості Рівненського повіту Волинської губернії Російської імперії. У 1918—1920 роки нетривалий час перебувало в складі Української Народної Республіки.
У 1921—1939 роки входило до складу Польщі. У 1921 році село входило до складу гміни Любиковичі Сарненського повіту Поліського воєводства Польської Республіки.
З 1939 року — у складі Дубровицького району Рівненської області УРСР. У роки Другої світової війни деякі мешканці села долучилися до національно-визвольної боротьби у лавах УПА та ОУН. Загалом встановлено 49 жителів села, які брали участь у визвольних змаганнях, з них 29 загинуло, 14 було репресовано.
В липні 1941 року село, як і вся Рівненська область, потрапило під гітлерівську окупацію. Вже в грудні 1941 року в селі була створена підпільна група, яка була складової Дубровицької підпільної організації, яку очолював О. О. Кренько (дані газети «Поліський маяк» № 46 від 7 квітня 1975 року ст. «У вогні боротьби»). З перших днів окупації частина жителів села пішла до оунівського підпілля, а інша до радянських партизан. Але кожен з них незважаючи на різницю в ідеологічних поглядах наближав День Перемоги над німецько—нацистськими загарбниками по — своєму.[джерело?]
Наприкінці 1943 року, коли розпочалося визволення нашого району від нацистських окупантів в оселі Максима Давидовича Бруяки розміщувався штаб партизанського з'єднання О. М. Сабурова. Коли розпочався наступ радянських партизан спільно з 397 стрілецькою дивізією сам Бруяка Д. М. та 12 односельчан були зараховані в стрілецький взвод партизанського з'єднання.[джерело?]
На старому кладовищі села є могила, яку ніколи не відвідували рідні та близькі. Але в дні скорботи і пам'яті тут прибрано і лежать квіти. Односельчани її називають «Могилою невідомого солдата» та ще донедавна жили ті, хто знав і пам'ятав того 22 — річного юнака.[джерело?]
З перших днів війни в навколишніх селах почав діяти загін, керівником якого був чоловік на прізвисько «Щупак». Жителі навколишніх сіл називали їх бандерівцями. Тому, що знищували вони тих, хто підтримував радянську владу. За даними архіву Залузької сільської ради (фонд № 15 опис т. 1-15) від рук оунівців загинуло 35 осіб, чиї прізвища ввійшли до «Книги Скорботи України» (том 2. 2003 рік).
Після вигнання німецьких військ в село було направлено загін військовослужбовців, жителі села називали їх «яструбки», для боротьби з оунівцями.[джерело?]
Однієї ночі в селі пролунали постріли, а вдосвіта в межі жінки знайшли мертвого військовослужбовця. Поховали його на місцевому кладовищі і його товариші на металевій пластині залишили виколотий напис: «Погиб от рук бандитов 21.03.48 гв. ряд. Кузиев Доврон 1926 года рож.».[джерело?]
У 1947 році село Залужжя разом з хутором Залужжя підпорядковувалося Залузькій сільській раді Дубровицького району Ровенської області УРСР. Рішенням Дубровицької райради депутатів трудящих від 17 червня 1950 року 4 господарства колгоспу ім. Шевченка села Залужжя були занесені у список «бандпособницьких» і підлягали вивозу за межі УРСР.
Починаючи з 1978 року учні місцевої школи розпочали пошуки родичів загиблого. Очевидці говорили, що документи і особисті речі гвардійця були передані в районний відділ міліції, але там за цей період ніяких даних не має. Звернення до військового комісаріату району пролило лише світло на прізвище уповноваженого по селу Залужжя і Бережки працівника міліції — Пузанова. Він був не місцевий житель і виїхав на місце свого постійно проживання.[джерело?]
В 1980 році школяри звернулися до Центрального архіву Міністерства Оборони СРСР в місті Подольськ Московської області. Звідти наш лист був відправлений до Штабу Прикарпатського Військового округу. Начальник архіву в листі попросив школярів надіслати дані про те, у якій військовій частині проходив службу Кузиев Доврон. Чого ми зробити не змогли.[джерело?]
Управління внутрішніх справ Рівненської області на наш запит в 1981 році відповіло, що не мають даних про загибель гвардійця на території села Залужжя.[джерело?]
Масова мобілізація жителів села до радянської армії розпочалася в 1944 році. Поповнили ряди Червоної Армії 176 односельчан. Вони брали участь у визволенні Білорусі, частини Росії, Польщі, території прибалтійських республік і ін. Загинули на фронтах та пропали безвісти — 114 воїнів-односельч.[джерело?]
В нашому селі є пам'ятне місце, яке воскрешає героїку Другої світової війни, ратну звитягу наших односельців. Сюди приходять жителі села, щоб поклонитись своїм героям — односельцям. Це пам'ятник Воїнам — землякам. Встановлений в 1965 році на честь 20 — ти річчя Перемоги над німецько — нацистськими загарбниками. Споруджений на кошти зібрані вдячними односельчанами та місцевим колгоспом на чолі з головою А. В. Кумпан. Автор пам'ячника П. І. Беленок. Пам'ячник являє собою залізобетонну стену з барельєфним зображенням скорботного воїна на тлі прапорів. Висота стіни 5 метрів, пам'ятний постамент висотою 4 метри.[джерело?]
Відповідно до прийнятої в грудні 1989 року постанови Ради Міністрів УРСР село занесене до переліку населених пунктів, які зазнали радіоактивного забруднення внаслідок аварії на Чорнобильській АЕС, жителям виплачувалася грошова допомога. Згідно з постановою Кабінету Міністрів Української РСР, ухваленою в липні 1991 року, село належало до зони гарантованого добровільного відселення. На кінець 1993 року забруднення ґрунтів становило 3,04 Кі/км² (137Cs + 134Cs), молока — 4,35 мКі/л (137Cs + 134Cs), картоплі — 1,15 мКі/кг (137Cs + 134Cs), сумарна доза опромінення — 172 мбер, з якої: зовнішнього — 40 мбер, загальна від радіонуклідів — 132 мбер (з них Cs — 121 мбер).
Відповідно до Розпорядження Кабінету Міністрів України від 12 червня 2020 року № 722-р «Про визначення адміністративних центрів та затвердження територій територіальних громад Рівненської області» увійшло до складу Дубровицької міської громади.

## Населення
Станом на 1859 рік, у власницькому селі Залужжя налічувалося 34 дворів та 251 житель (129 чоловіків і 122 жінок), усі православні. За переписом населення Російської імперії 1897 року в селі мешкало 773 особи, з них: 385 чоловіків та 388 жінок; 752 православні. Станом на 1906 рік у селі було 119 дворів та мешкало 879 осіб.
За переписом населення Польщі 10 вересня 1921 року в селі та однойменному сусідньому фільварку разом налічувалося 194 будинки та 1186 мешканців, з них: 562 чоловіки та 624 жінки; 1153 православні та 33 юдеї; 1153 українців (русинів) та 33 євреї.
Згідно з переписом УРСР 1989 року чисельність наявного населення села становила 1870 осіб, з яких 905 чоловіків та 965 жінок. На кінець 1993 року в селі мешкало 1730 жителів, з них 506 — дітей.
За переписом населення України 2001 року в селі мешкало 1736 осіб. Станом на 1 січня 2011 року населення села становить 1730 осіб. Густота населення — 1002,3 особи/км².

### Мова
Розподіл населення за рідною мовою за даними перепису 2001 року:
| Мова       | Відсоток |
| ---------- | -------- |
| українська | 99,71 %  |
| російська  | 0,29 %   |

### Вікова і статева структура
Структура жителів села за віком і статтю (станом на 2011 рік):
| Вік   | Чоловіків | Жінок | Разом |
| ----- | --------- | ----- | ----- |
| 0-17  | 238       | 284   | 522   |
| 18-39 | 252       | 266   | 518   |
| 40-59 | 210       | 266   | 476   |
| 60+   | 124       | 90    | 214   |
| Разом | 824       | 906   | 1730  |

### Соціально-економічні показники
| Працездатне населення | Працездатне населення | Працездатне населення | Працездатне населення | Працездатне населення | Працездатне населення | Непрацездатне населення | Непрацездатне населення | Непрацездатне населення | Непрацездатне населення | Непрацездатне населення | Непрацездатне населення | Все населення |
| Чоловіки              | Чоловіки              | Жінки                 | Жінки                 | Разом                 | Разом                 | Чоловіки                | Чоловіки                | Жінки                   | Жінки                   | Разом                   | Разом                   | 1730          |
| ос.                   | %                     | ос.                   | %                     | ос.                   | %                     | ос.                     | %                       | ос.                     | %                       | ос.                     | %                       | 1730          |
| --------------------- | --------------------- | --------------------- | --------------------- | --------------------- | --------------------- | ----------------------- | ----------------------- | ----------------------- | ----------------------- | ----------------------- | ----------------------- | ------------- |
| 398                   | 23                    | 540                   | 31                    | 938                   | 54                    | 360                     | 21                      | 430                     | 25                      | 790                     | 46                      | 1730          |

| Зайняті  | Зайняті  | Зайняті | Зайняті | Зайняті | Зайняті | Безробітні | Безробітні | Безробітні | Безробітні | Безробітні | Безробітні | Все населення |
| Чоловіки | Чоловіки | Жінки   | Жінки   | Разом   | Разом   | Чоловіки   | Чоловіки   | Жінки      | Жінки      | Разом      | Разом      | 1730          |
| ос.      | %        | ос.     | %       | ос.     | %       | ос.        | %          | ос.        | %          | ос.        | %          | 1730          |
| -------- | -------- | ------- | ------- | ------- | ------- | ---------- | ---------- | ---------- | ---------- | ---------- | ---------- | ------------- |
| 60       | 4        | 95      | 6       | 155     | 10      | 14         | 1          | 7          | 0          | 21         | 1          | 1730          |

| Дорослі | Діти | Пенсіонери | Інваліди Німецько-радянської війни | Учасники бойових дій | Інваліди всіх груп і категорій | Люди, які обслуговуються служб. соц. допом. на дому | Неповні сім'ї | Діти з неповних сімей | Багатодітні сім'ї | Діти з багатодітних сімей | Діти-інваліди | Діти-сироти | Одинокі багатодітні матері |
| ------- | ---- | ---------- | ---------------------------------- | -------------------- | ------------------------------ | --------------------------------------------------- | ------------- | --------------------- | ----------------- | ------------------------- | ------------- | ----------- | -------------------------- |
| 1232    | 496  | 622        | 4                                  | 3                    | 146                            | 28                                                  | 36            | 38                    | 61                | 227                       | 30            | 4           | 3                          |

## Політика

### Органи влади
До 2020 місцеві органи влади були представлені Залузькою сільською радою.

### Вибори
Село входить до виборчого округу № 155. У селі розташована виборча дільниця № 560264. Станом на 2011 рік кількість виборців становила 1221 особа.

## Культура
У селі працює Залузький сільський будинок культури на 250 місць. Діє Залузька публічно-шкільна бібліотека, книжковий фонд якої становлять 19 185 книг та яка має 12 місць для читання, 2 особи персоналу, кількість читачів — 500 осіб.

## Релігія
У другій половині XIX століття село належало до православної парафії церкви святителя і чудотворця Миколая села Бережки Любиковицької волості.
Список конфесійних громад станом на 2011 рік:
| Релігійна громада Свято-Іллінської парафії Сарненської єпархії УПЦ | УПЦ (МП) | 19 березня 1991  | 200 | Церква             | [ 33 ] |
| Релігійна громада ЄХБ                                              | ЄХБ      | 3 грудня 1991    | 30  | Молитовний будинок | [ 33 ] |
| Релігійна громада ЄХБ                                              | ЄХБ      | Не зареєстрована | 100 | Молитовний будинок | [ 33 ] |
| — православні, — протестантські.                                   |          |                  |     |                    |        |

## Освіта
У селі діє Залузька загальноосвітня школа І-ІІІ ступенів. У 2011 році в ній навчалося 307 учнів (із 300 розрахованих) та викладало 37 учителів.
Дошкільна освіта представлена дитячим садком «Залузький дошкільний навчальний заклад „Сонечко“», у якому станом на 2011 рік навчалося 40 дітей і працювало 5 учителів та вихователів.

## Інфраструктура
У селі наявний сквер площею 800 м². Наявне відділення поштового зв'язку.

## Особистості
- Мазур Віталій Віталійович (1979—2015) — старший прапорщик Збройних сил України, учасник російсько-української війни.
- Котяш Олександр Сергійович (1992—2018) — старший сержант Луцького прикордонного загону ДПСУ, загинув при виконанні обов'язків, під час війни на сході України[38][39].
- Жакун Лукаш Іванович [Архівовано 4 березня 2016 у Wayback Machine.]
- Котяш Іван Андрійович [Архівовано 4 березня 2016 у Wayback Machine.]
- Сайчишин Василь Йосипович [Архівовано 4 березня 2016 у Wayback Machine.]

#### Книги
- Населённые места Российской империи в 500 и более жителей : с указанием всего наличного в них населения и числа жителей преобладающих вероисповеданий по данным первой всеобщей переписи населения 1897 г / Тройницкий Н. А. — СПб, 1905. — 389 с. (рос. дореф.)

#### Офіційні дані та нормативно-правові акти
- Паспорт Дубровицького району (станом на 1 січня 2011 року) (doc). Дубровицька районна рада. Архів оригіналу за 10 лютий 2015. Процитовано 16 жовтня 2019.

#### Мапи
- Історичний Атлас України / Гол. ред. Л. Винар; Упорядн.: І. Тесля, Е. Тютько. Українське історичне товариство. — Монреаль; Нью-Йорк; Мюнхен, 1980. — 182 с.